# Jogos Paralímpicos de Verão de 2020
Os XVI Jogos Paralímpicos de Verão (japonês: 2020年夏季パラリンピック会;, Hepburn: 2020-Nen Kaki Pararinpikku) conhecidos oficialmente como os Jogos Paralímpicos de Tóquio 2020, mais comumente Tóquio 2020, foi um evento multiesportivo para atletas com deficiência organizado pelo Comitê Paralímpico Internacional (CPI) e sediado em Tóquio no Japão. A eleição da cidade-sede ocorreu em 7 de setembro de 2013 na 125.ª Sessão do Comitê Olímpico Internacional, em Buenos Aires, capital da Argentina, América do sul. Os jogos ocorreram entre 24 de agosto e 5 de setembro de 2021.
Originalmente, os jogos estavam programados para ocorrer entre 25 de agosto e 6 de setembro de 2020, porém, em 24 de março de 2020, o Comitê Olímpico Internacional (COI) e o Comitê Organizador local anunciaram oficialmente que os Jogos Olímpicos e Paralímpicos de Verão de 2020 seriam adiados para 2021, devido ao avanço da Pandemia de COVID-19, marcando a primeira vez que os Jogos Paralímpicos foram adiados. Mesmo sendo realizados em 2021, a organização optou por manter a nomenclatura oficial com a data de 2020.
Foi a segunda vez que Tóquio sedia os Jogos Paralímpicos, já que sediaram anteriormente em 1964. Esta edição dos Jogos teve a introdução do badminton e do taekwondo como modalidades esportivas, substituindo a vela e o futebol de sete.

## Processo de seleção
O processo de eleição da cidade-sede dos Jogos Olímpicos de Verão de 2020 ocorreu entre 2011 e 2013, segundo cronograma divulgado pelo Comitê Olímpico Internacional. O período de inscrições terminou em 1.º de setembro de 2011, contando com seis cidades de dois continentes.
Em 14 de fevereiro de 2012, um dia antes da data para apresentar as garantias governamentais ao Comitê Olímpico Internacional, a candidatura de Roma foi reprovada pelo primeiro-ministro italiano Mario Monti, ocasionando a exclusão da cidade europeia da disputa pelos Jogos Olímpicos de Verão de 2020.
Ao final do prazo, 3 cidades europeias (Madri, Istambul e Baku) e duas asiáticas (Tóquio e Doha) oficializaram a sua postulação.
Após o primeiro processo de seleção do Comitê Olímpico Internacional, foram anunciadas, em 23 de Maio de 2012, em um encontro em Quebec City, no Canadá, que Istambul, Madri e Tóquio iriam evoluir de cidades postulantes para cidades candidatas.
| Jogos da XVI Paralimpíada 125.ª Sessão do Comitê Olímpico Internacional 7 de setembro de 2013, em Buenos Aires, Argentina. |             |               |            |
| Cidades que apresentaram alguma candidatura.                                                                               |             |               |            |
| Países candidatos | 1.ª rodada  | Desempate[st] | 2.ª rodada |
| Tóquio | 42 (44,68%) | –             | 60 (62,5%) |
| Istambul | 26 (27,66%) | 49 (52,13%)   | 36 (37,5%) |
| Madri | 26 (27,66%) | 45 (47,87%)   | Eliminada  |

- st. ^  Como houve empate entre Istambul e Madri, foi realizada uma votação extra para determinar qual cidade avançaria para a rodada seguinte.

## Preparação
O governo de Tóquio reservou um fundo de JP¥ 400 bilhões (14,2 bilhões de reais; 3,18 bilhões de euros) para cobrir o custo total dos Jogos. O governo japonês estuda a possibilidade de ampliar a capacidade de voos dos dois aeroportos internacionais de Haneda e Narita, para facilitar a circulação de aeronaves. Existem projetos da expansão das linhas que saem da Estação de Tóquio, reduzindo o tempo de viagem da entre a estação de Tóquio e Haneda de 30 para 18 minutos, e entre a estação de Tóquio e Narita de 55 para 36 minutos. Esta linha custaria cerca de quatrocentos bilhões de ienes e seria financiada principalmente por investidores privados. Porém, a East Japan Railway Company (JR-East) já estava planejando uma nova rota partindo da jarda de Minato para o Aeroporto de Haneda. O financiamento também está previsto para acelerar a conclusão da Central Circular Route (C2), da Estação de Gaikan (C3) e da Ken-Ō Expressway (C4), além de reformar outras grandes vias expressas. Há também planos para estender a linha de aerotrem Yurikamome do seu terminal existente na Estação Toyosu para um novo terminal na Estação Kachidoki, passando pela Vila Olímpica.
O Comitê Organizador dos Jogos é chefiado pelo ex-primeiro-ministro Yoshirō Mori. Enquanto existe a Autoridade Pública Olímpica de Tóquio chefiada por Yoshitaka Sakurada.
Respeitando uma das maiores tradições na realização de eventos de repercussão mundial no país, que é a demonstração de novas tecnologias desenvolvidas no país. Isso também aconteceu durante as três edições anteriores dos Jogos Olímpicos realizadas no país. Um outro caso notório foi a realização da Exposição Universal de 1970,que foi realizada em Osaka.Ao rever este histórico a principal empresa de telefonia do Japão, a NTT DoCoMo assinou um acordo com a finlandesa Nokia para a implementação de redes de internet 5G no país exclusivas para o evento.

### Segurança
Desde a invasão da Vila Olímpica durante os Jogos Olímpicos de Verão de 1972 por terroristas palestinos, a organização de cada uma das edições futuras dos Jogos Olímpicos passou a se preocupar a cada vez mais com a segurança dos atletas e do público em geral que está visitando a cidade-sede durante os Jogos. Esta questão ainda é mais delicada para os japoneses, que guardam diversos traumas desde o  ataque com gás sarin ao metrô da cidade em março de 1995. Como uma das consequências do Ataque em Abqaiq-Khurais de 2019 realizado na Arábia Saudita, em que drones controlados por rebeldes houtis do Iêmen despejaram explosivos em cima da refinaria do mesmo nome, as autoridades japonesas proibiram o uso da tecnologia durante o revezamento da tocha olímpica e também durante os Jogos. A medida também serviu durante o período de realização Copa do Mundo de Rugby Union de 2019.

### Voluntários
As inscrições para o programa de voluntariado dos Jogos Olímpicos e Paralímpicos Tóquio 2020 foram abertas no dia 26 de setembro de 2018 e foram encerradas no dia 18 de janeiro de 2019. Um total de 204,860 inscrições de todo o mundo foram recebidas pelo Comitê Organizador. A primeira fase do treinamento dos voluntários aconteceu em fevereiro de 2019, enquanto que a fase final do treinamento foi realizada em outubro de 2019. Os voluntários nos locais de competição serão chamados de Field Cast e os voluntários que estarão na cidade serão chamados de City Cast.

### Medalhas
Respeitando um das medidas propostas pela Agenda 2020 proposta pelo Comitê Olímpico Internacional em que é solicitado o uso de materiais alternativos para a fabricação de materiais institucionais dos Jogos, o Comitê Organizador de Tóquio anunciou em fevereiro de 2017, que estaria implementando um programa de reciclagem de eletrônicos em parceria com o Centro de Saneamento Ambiental do Japão e a NTT DoCoMo. Com esta campanha, as empresas estavam solicitando doações de diversos produtos eletrônicos para serem usados como o material base para a produção das medalhas. A meta da campanha era a de conseguir mais de 8 toneladas de celulares. Postos de coletas foram colocados em diversos locais de grande circulação como rodoviárias, shoppings, supermercados, além das principais lojas da operadora. Um concurso nacional foi aberto para a escolha do design das medalhas foi aberto em dezembro de 2017.
Em maio de 2018, o Comitê Organizador anunciou que havia conseguido a quantidade necessária para a manufatura das medalhas de bronze (2,7 toneladas), mas que eles estavam com dificuldade para conseguir a quantidade de prata necessária. Embora aCarta Olímpica determine que  as medalhas de prata e bronze sejam totalmente feitas de seus respectivos materiais, ela determina que as medalhas de ouro também sejam feitas de prata, mas banhadas a ouro. A organização também anunciou que apesar das dificuldades de se conseguir a prata, as estimativas colocavam que a quantidade mínima para as medalhas seria atingida em março de 2019.
Em 24 de julho de 2019, durante as celebrações da contagem regressiva de um ano dos Jogos, o design das medalhas foi revelado. As medalhas foram desenhadas por Junichi Kawanishi e significam o big bang criado pela energia dos atletas até a sua conquista.

### Presença de público
Devido as medidas de restrição por conta da Pandemia de COVID-19, em 20 de março de 2021, a presidente do comitê organizador Seiko Hashimoto, decidiu que o evento não deverá contar com a presença de estrangeiros por conta dos temores quanto as variantes do SARS-COV-2, tendo a presença apenas do público local e de residentes. Quanto aos ingressos adquiridos, será atribuído um sistema de reembolso. O presidente do COI, Thomas Bach, anunciou que a decisão quanto ao número de espectadores nos locais de competição devem ser anunciados até o dia mais próximo da cerimônia de abertura dos Jogos Olímpicos, ou seja, dia 23 de julho. No dia 21 de junho, ficou definido que os jogos devem acontecer com apenas 50% da capacidade total das arenas e estádios e um limite de 10 mil pessoas por sede. No entanto, com o crescimento de casos da COVID-19 no Japão e a extensão do estado de emergência em Tóquio até o dia 22 de agosto, o comité organizador anunciou no dia 8 de julho a realização dos jogos sem a presença de espectadores pela primeira vez na história das olimpíadas na era moderna.

### Instalações
Durante a candidatura da cidade para os Jogos Olímpicos de Verão de 2016, diversos estudos demonstraram que o histórico Estádio Olímpico de Tóquio, estava defasado para os atuais padrões internacionais de arenas multiúso e havia a necessidade de sua demolição para a construção de um estádio mais moderno e dentro destes padrões, o que acabou não acontecendo, pois a cidade acabou perdendo o processo de seleção para a cidade do Rio de Janeiro, a realização do projeto acabou sendo cancelada em 2009. O plano de demolição do estádio foi reavivado em 2012, quando a cidade anunciou que estaria novamente se candidatando para os Jogos Olímpicos de Verão de 2020, a candidatura foi aceita com sucesso no ano seguinte, e por fim os Jogos Olímpicos voltariam ao Japão. Como resultado da vitória, em janeiro de 2013, foi aberto um novo concurso de arquitetura internacional para o Novo Estádio Nacional. Dez meses depois, em novembro do mesmo ano, o Conselho Superior dos Esportes do Japão anunciou que um projeto da arquiteta iraquiana Zaha Hadid foi o escolhido para ocupar o lugar do estádio histórico. No entanto, durante a fase de licitação para a obra, o primeiro-ministro japonês Shinzō Abe anunciou em julho de 2015 que o projeto de Hadid, foi descartado devido aos custos altíssimos e a inviabilidade técnica do projeto e assim foi aberto um novo concurso internacional para a escolha do projeto substituto. Um novo concurso foi aberto no outono de 2015 e o projeto escolhido foi o do  arquiteto local Kengo Kuma. No projeto  escolhido o estádio teria arquibancadas modulares que permitiriam a sua capacidade variar entre 60 e 80 mil pessoas, além de ter custos reduzidos e ter características discretas nas quais o "skyline" da cidade não seria alterado. A proposta de Kuma ainda incluía a construção de diversas áreas seguindo os máximos padrões de sustentabilidade internacionais exigidos pela Agenda 2020 do Comitê Olímpico Internacional, como o aquecimento por energia solar e diversas áreas verdes em sua volta, além de 185 grandes ventiladores e oito pulverizadores, com o objetivo em diluir as condições climáticas na instalação. A madeira tratada é uma das principais protagonistas da instalação, aonde estão ainda estruturas de mais de 2.000m³ do material, que foi enviado de todo o Japão em alusão a comemoração de 1.300 anos da construção do  Templo de Horyuji. Dos 33 locais de competições planejados, 28 estão localizados a apenas 8 km da Vila Olímpica, enquanto que estão sendo construídos 11 novos locais. A inauguração oficial do estádio aconteceu no dia 1.º de Janeiro de 2020.

## Símbolos

### Logotipo
O emblema dos Jogos foi revelado em 25 de abril de 2016. O emblema paralímpico tem a forma de um louro em um padrão de xadrez índigo. O design visa "expressar uma elegância refinada e sofisticação exemplificada pelo Japão". Este design substitui o emblema original, pois foi descoberto que ele imita o logotipo do Liege Theatre.

### Mascotes
Em 28 de fevereiro de 2018, eles selecionaram o design A-pet criado por Ryo Taniguchi com 109.041 votos, enquanto o Design B criado por Kana Yano obteve 61.423 votos e o projeto C criado por Sanae Akimoto, 35.291 votos. O mascote vencedor é uma forma com caixas xadrez, está ligado ao logotipo dos Jogos. Seus nomes, Miraitowa e Someity, foram revelados em 22 de julho de 2018. O termo Miraitowa é o resultado de uma mistura de palavras japonesas para o futuro (未) e a eternidade (の遠). Enquanto Someity vem do termo somei-yoshino, um tipo de flor de cerejeira do distrito de Yoshino na prefeitura de Nara.

## Os Jogos

### Cerimônia de Abertura

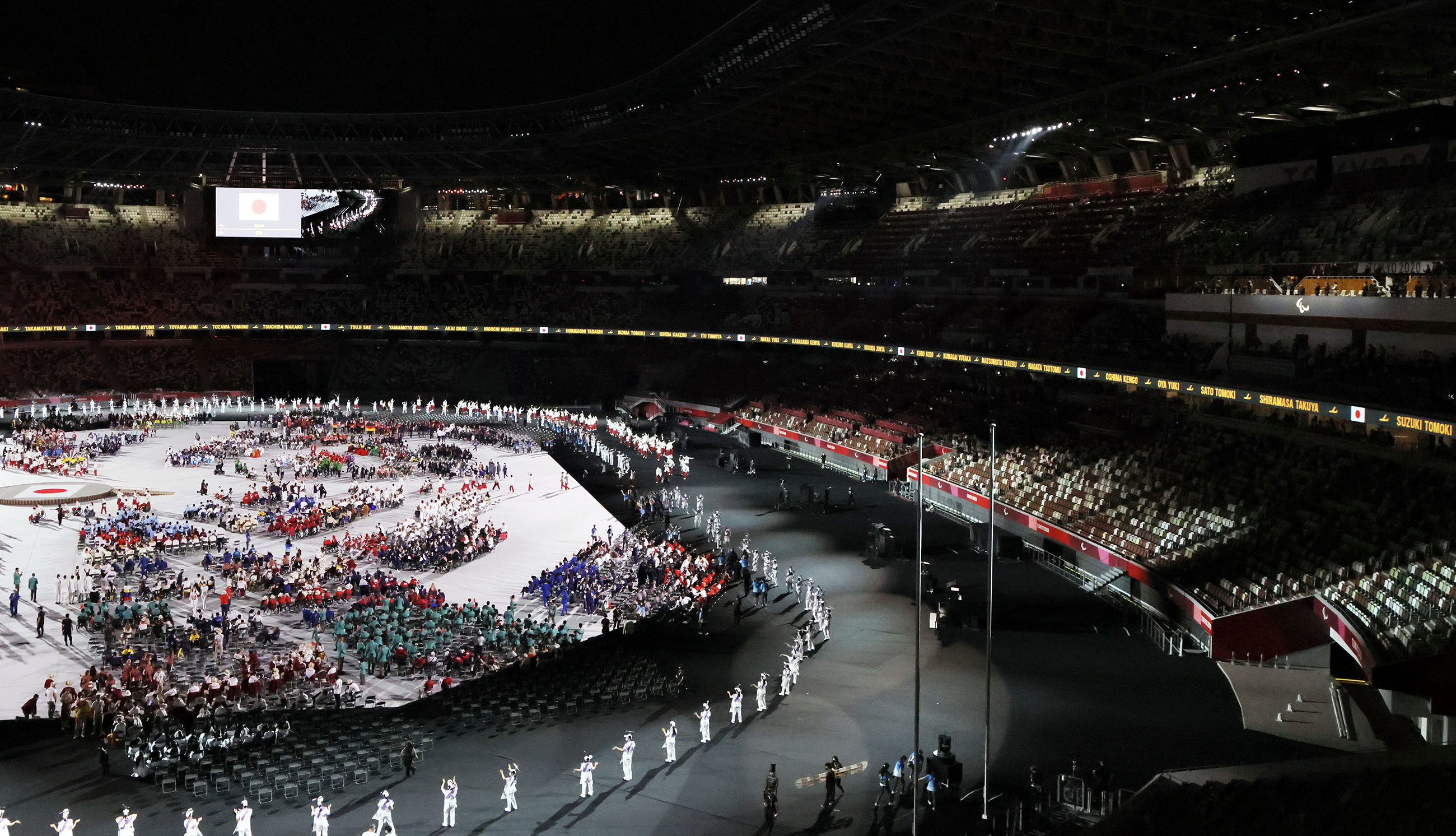
Parada das nações durante a Cerimônia de Abertura

A cerimônia aconteceu às 20:00 (UTC+9) no dia 24 de agosto de 2021 no Estádio Olímpico de Tóquio. O evento trouxe como tema a paz e a inclusão social, além de haver momentos protocolares como apresentações culturais, discursos de boas-vindas e a inauguração da tocha paralímpica.

### Cerimônia de Encerramento

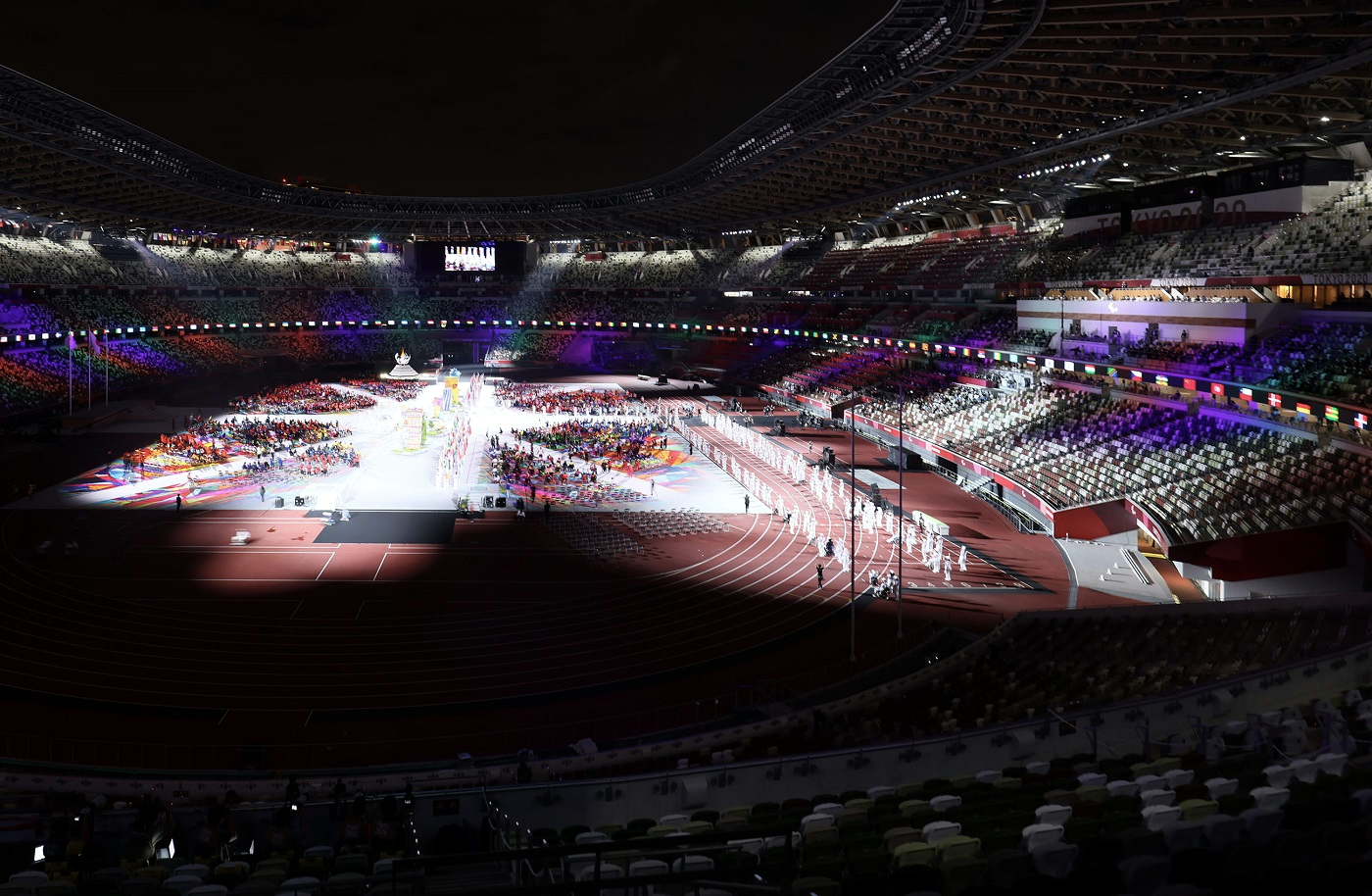
Cerimônia de encerramento no Estádio Olímpico

A cerimônia aconteceu às 20:00 (UTC+9) do dia 5 de setembro de 2021 no Estádio Olímpico de Tóquio. Ocorreu a apresentação de elementos culturais locais, desfile das delegações, premiações da maratona, a passagem da bandeira para o prefeito da próxima sede das paralímpiadas, no caso, Paris, a apresentação de elementos da cultura francesa e a extinção da tocha paralímpica.

### Programa Esportivo
Diferentes eventos serão disputados nos Jogos de Tóquio em 22 esportes. O ciclismo será dividido em modalidades de pista e estrada. As provas coletivas de Goalball, Voleibol Sentado e Basquetebol em Cadeira de Rodas continuarão sendo eventos masculinos e femininos, o rugby em cadeira de rodas continuará sendo um evento misto, enquanto que o Futebol de 5 será uma competição exclusivamente masculina.
- Atletismo
- Badminton
- Basquetebol em cadeira de rodas
- Bocha
- Canoagem
- Ciclismo  (estrada e pista)
- Esgrima em cadeira de rodas
- Futebol de 5
- Goalball
- Hipismo
- Judô
- Levantamento de peso
- Natação
- Remo
- Rugby em cadeira de rodas
- Taekwondo
- Tênis de mesa
- Tênis em cadeira de rodas
- Tiro
- Tiro com arco
- Triatlo
- Voleibol sentado

#### Novos eventos
Em janeiro de 2014, o Comitê Paraolímpico Internacional passou a aceitar ofertas para agregar novos esportes ao programa Paralímpico. Isso incluía futebol para amputados, badminton, hóquei em cadeira de rodas, futebol em cadeira de rodas e taekwondo. Novas modalidades também foram propostas em eventos existentes, incluindo provas de Match para deficientes visuais, multicascos individuais na Vela e Basquete 3x3.
Em 31 de janeiro de 2015, o Comitê Paraolímpico Internacional anunciou oficialmente que o badminton e o taekwondo foram adicionados ao programa paraolímpico para 2020, substituindo o futebol de 7 e a vela (ambos foram retirados devido ao alcance internacional insuficiente para justificar sua permanência).

### Calendário
| CA | Cerimónia de abertura | ● | Competições desportivas | 1 | Medalhas de ouro | EG | Exibição de gala | CE | Cerimónia de encerramento |

| Agosto /Setembro 2021           | Agosto /Setembro 2021           | 24 Ter | 25 Qua | 26 Qui | 27 Sex | 28 Sab | 29 Dom | 30 Seg | 31 Ter | 1 Qua | 2 Qui | 3 Sex | 4 Sáb | 5 Dom | Eventos |
| ------------------------------- | ------------------------------- | ------ | ------ | ------ | ------ | ------ | ------ | ------ | ------ | ----- | ----- | ----- | ----- | ----- | ------- |
| Cerimônias                      | Cerimônias                      | CA     |        |        |        |        |        |        |        |       |       |       |       | CE    | —       |
| Atletismo                       | Atletismo                       |        |        |        | 13     | 16     | 19     | 17     | 21     | 17    | 18    | 18    | 24    | 5     | 168     |
| Badminton                       | Badminton                       |        |        |        |        |        |        |        |        | ●     | ●     | ●     | 7     | 7     | 14      |
| Basquetebol em cadeira de rodas | Basquetebol em cadeira de rodas |        | ●      | ●      | ●      | ●      | ●      | ●      | ●      | ●     | ●     | ●     | 1     | 1     | 2       |
| Bocha                           | Bocha                           |        |        |        |        | ●      | ●      | ●      | ●      | 4     | ●     | ●     | 3     |       | 7       |
| Canoagem                        | Canoagem                        |        |        |        |        |        |        |        |        |       | ●     | 4     | 5     |       | 9       |
| Ciclismo                        | Estrada                         |        |        |        |        |        |        |        | 19     | 6     | 5     | 4     |       |       | 51      |
| Ciclismo                        | Pista                           |        | 4      | 5      | 5      | 3      |        |        |        |       |       |       |       |       | 51      |
| Esgrima em cadeira de rodas     | Esgrima em cadeira de rodas     |        | 4      | 4      | 2      | 4      | 2      |        |        |       |       |       |       |       | 16      |
| Futebol de 5                    | Futebol de 5                    |        |        |        |        |        | ●      | ●      | ●      |       | ●     |       | 1     |       | 1       |
| Goalball                        | Goalball                        |        | ●      | ●      | ●      | ●      | ●      | ●      | ●      | ●     | ●     | 2     |       |       | 2       |
| Hipismo                         | Hipismo                         |        |        | 3      | 2      | ●      | 1      | 5      |        |       |       |       |       |       | 11      |
| Judô                            | Judô                            |        |        |        | 4      | 4      | 5      |        |        |       |       |       |       |       | 13      |
| Levantamento de peso            | Levantamento de peso            |        |        | 4      | 4      | 4      | 4      | 4      |        |       |       |       |       |       | 20      |
| Natação                         | Natação                         |        | 16     | 14     | 14     | 14     | 13     | 15     | 14     | 15    | 15    | 16    |       |       | 146     |
| Remo                            | Remo                            |        |        |        | ●      | ●      | 4      |        |        |       |       |       |       |       | 4       |
| Rugby em cadeira de rodas       | Rugby em cadeira de rodas       |        | ●      | ●      | ●      | ●      | 1      |        |        |       |       |       |       |       | 1       |
| Taekwondo                       | Taekwondo                       |        |        |        |        |        |        |        |        |       | 2     | 2     | 2     |       | 6       |
| Tênis de mesa                   | Tênis de mesa                   |        | ●      | ●      | ●      | 5      | 8      | 8      | ●      | ●     | 5     | 5     |       |       | 31      |
| Tênis em cadeira de rodas       | Tênis em cadeira de rodas       |        |        |        | ●      | ●      | ●      | ●      | ●      | 1     | 1     | 2     | 2     |       | 6       |
| Tiro                            | Tiro                            |        |        |        |        |        |        | 3      | 2      | 2     | 1     | 2     | 2     | 1     | 13      |
| Tiro com arco                   | Tiro com arco                   |        |        |        | ●      | 1      | 1      | 2      | 2      |       | 1     | 1     | 1     |       | 9       |
| Triatlo                         | Triatlo                         |        |        |        |        | 4      | 4      |        |        |       |       |       |       |       | 8       |
| Voleibol sentado                | Voleibol sentado                |        |        |        | ●      | ●      | ●      | ●      | ●      | ●     | ●     | ●     | 1     | 1     | 2       |
| Eventos                         | Eventos                         |        | 24     | 30     | 44     | 55     | 62     | 54     | 58     | 45    | 48    | 56    | 49    | 15    | 540     |
| Cumulativo                      | Cumulativo                      |        | 24     | 54     | 98     | 153    | 215    | 269    | 327    | 372   | 420   | 476   | 525   | 540   | 540     |
| Agosto/Setembro 2021            | Agosto/Setembro 2021            | 24 Ter | 25 Qua | 26 Qui | 27 Sex | 28 Sab | 29 Dom | 30 Seg | 31 Ter | 1 Qua | 2 Qui | 3 Sex | 4 Sáb | 5 Dom | Eventos |

### Participantes
Devido a crise política e social no país, os dois atletas classificados do Afeganistão não puderam estar presente nessa edição dos jogos. Porém, houve o desfile da bandeira no país na abertura como uma forma de homenagem. Butão, Granada, Maldivas, Paraguai e São Vicente e Granadinas fazem a sua estreia nos Jogos Paralímpicos. A Rússia por sua vez irá competir como Comitê Paralímpico Russo, após ficar ausente nos Jogos de 2016, cumprindo a suspensão por doping, não podendo usar sua bandeira e nem o hino nacional.
| África | América | Ásia | Europa | Oceania |
| --- | --- | --- | --- | --- |
| RSA África do Sul (23) ANG Angola (2) ALG Argélia (42) BOT Botsuana (2) BDI Burundi (2) CMR Camarões (3) CPV Cabo Verde (1) CIV Costa do Marfim (3) EGY Egito (30) ETH Etiópia (1) GHA Gana (2) GUI Guiné (2) LES Lesoto (1) LBA Líbia (1) MRI Maurício (3) MDA Moldávia (4) MAR Marrocos (25) MOZ Moçambique (2) NAM Namíbia (1) KEN Quênia (3) CAF República Centro-Africana (1) NGR Nigéria (9) RWA Ruanda (12) SEN Senegal (1) TUN Tunísia (26) UGA Uganda (3) ZAM Zâmbia (1) ZIM Zimbabwe (1) | ARG Argentina (37) BER Bermudas (1) BRA Brasil (253) CAN Canadá (113) CHI Chile (20) COL Colômbia (34) CRC Costa Rica (2) CUB Cuba (5) ESA El Salvador (2) ECU Equador (4) USA Estados Unidos (174) GRN Granada (1) GUA Guatemala (2) GUY Guiana (1) JAM Jamaica (2) MEX México (37) NIC Nicarágua (1) PAN Panamá (3) PAR Paraguai (2) PER Peru (4) PUR Porto Rico (2) DOM República Dominicana (3) VIN São Vicente e Granadinas (1) TTO Trinidad e Tobago (2) VEN Venezuela (8) | KSA Arábia Saudita (2) BRN Bahrein (2) BHU Butão (3) CAM Camboja (1) QAT Catar (1) KAZ Cazaquistão (7) CHN China (230) KOR Coreia do Sul (57) UAE Emirados Árabes Unidos (5) PHI Filipinas (5) HKG Hong Kong (17) IND Índia (54) INA Indonésia (23) IRI Irã (48) IRQ Iraque (5) JPN Japão (175) (sede) JOR Jordânia (2) KUW Kuwait (1) LBN Líbano (1) MAS Malásia (18) MDV Maldivas (2) MGL Mongólia (4) MYA Mianmar (1) OMA Omã (2) PLE Palestina (1) PAK Paquistão (1) SGP Singapura (7) SRI Sri Lanka (3) SYR Síria (1) THA Tailândia (41) TPE Taipé Chinês (10) TKM Turcomenistão (1) UZB Uzbequistão (20) VIE Vietnã (5) | GER Alemanha (134) AUT Áustria (24) AZE Azerbaijão (12) BEL Bélgica (31) BLR Bielorrússia (11) BIH Bósnia e Herzegovina (13) BUL Bulgária (3) CZE República Checa (28) CYP Chipre (1) CRO Croácia (22) DEN Dinamarca (22) SVK Eslováquia (17) SLO Eslovênia (4) ESP Espanha (74) EST Estônia (5) FIN Finlândia (10) FRA França (61) GEO Geórgia (4) GBR Grã-Bretanha (139) GRE Grécia (43) HUN Hungria (32) ISL Islândia (2) IRL Irlanda (29) ISR Israel (31) ITA Itália (113) LAT Letônia (4) LTU Lituânia (8) LUX Luxemburgo (1) MKD Macedônia do Norte (1) MNE Montenegro (1) NOR Noruega (10) NED Países Baixos (48) POL Polônia (49) POR Portugal (19) ROU Romênia (2) RPC Comitê Paralímpico Russo (181) SRB Sérvia (18) SWE Suécia (19) SUI Suíça (9) TUR Turquia (87) UKR Ucrânia (107) | AUS Austrália (177) FIJ Fiji (1) SOL Ilhas Salomão (1) NZL Nova Zelândia (30) PNG Papua-Nova Guiné (1) VAN Vanuatu (1) |
| RPT Time Paralímpico de Refugiados (6) | | | | |

### Quadro de Medalhas
País sede destacado
| Ordem                                                 | País                         | Medalha de ouro | Medalha de prata | Medalha de bronze |       | Ordem por total |
| ----------------------------------------------------- | ---------------------------- | --------------- | ---------------- | ----------------- | ----- | --------------- |
| 1                                                     | CHN China                    | 96              | 60               | 51                | 207   | 1               |
| 2                                                     | GBR Grã-Bretanha             | 41              | 38               | 45                | 124   | 2               |
| 3                                                     | USA Estados Unidos           | 37              | 36               | 31                | 104   | 4               |
| 4                                                     | RPC Comitê Paralímpico Russo | 36              | 33               | 49                | 118   | 3               |
| 5                                                     | NED Países Baixos            | 25              | 17               | 17                | 59    | 9               |
| 6                                                     | UKR Ucrânia                  | 24              | 47               | 27                | 98    | 5               |
| 7                                                     | BRA Brasil                   | 22              | 20               | 30                | 72    | 7               |
| 8                                                     | AUS Austrália                | 21              | 29               | 30                | 80    | 6               |
| 9                                                     | ITA Itália                   | 14              | 29               | 26                | 69    | 8               |
| 10                                                    | AZE Azerbaijão               | 14              | 1                | 4                 | 19    | 20              |
| 11                                                    | JPN Japão                    | 13              | 15               | 23                | 51    | 11              |
|                                                       |                              |                 |                  |                   |       |                 |
| 77                                                    | POR Portugal                 |                 |                  | 2                 | 2     | 63              |
| –                                                     | Outros países                | 196             | 215              | 254               | 665   | –               |
| TOTAL                                                 | TOTAL                        | 539             | 540              | 589               | 1 668 | —               |
| Os demais países lusófonos não conquistaram medalhas. |                              |                 |                  |                   |       |                 |

## Direitos de Transmissão
A rede de televisão NHK transmite os jogos para a população japonesa. A TVNZ realiza a cobertura na Nova Zelândia.
A NBCUniversal realiza a cobertura para os Estados Unidos, dedicando parte da programação para o evento. No Reino Unido, a estação Channel 4 realiza a cobertura, dedicando mais de 300 horas de transmissão ao vivo.
No Brasil, a cobertura foi realizada através da TV Brasil pela segunda edição consecutiva em TV Aberta e no SporTV, sendo esta última com exclusividade em TV por Assinatura e em conjunto com o Globoplay, enquanto que a TV Globo transmitiu apenas a semifinal e a decisão do futebol de 5 na íntegra, devido ao avanço do time brasileiro. O canal realizou a cobertura através de boletins ao vivo na programação e nos telejornais, além de compactos das cerimônias de abertura e encerramento, se tornando uma transmissão mais ampla com relação aos Jogos de 2016.
Pela primeira vez no Chile, o Comitê Paraolímpico do Chile anunciou que os Jogos Paraolímpicos de Tóquio 2020 serão transmitidos pela TVN.

#### Lista de transmissoras
- África do Sul - SABC e Supersport
- África Subsaariana - Supersport e TV5 Monde
- Alemanha - ARD e ZDF
- América Latina (exceto Brasil e Argentina) - Claro Sports
- Austrália - Seven Network
- Argentina - Televisión Pública e DeporTV
- Áustria - ORF
- Bélgica - VRT e RTBF
- Brasil - TV Globo, TV Brasil, SporTV e Canal 500 - Claro TV
- Canadá - CBC/Radio-Canada, Sportsnet e AMI-tv[58]
- Chile - TVN
- China - CCTV
- Cuba - ICRT
- Dinamarca - DR
- Espanha - RTVE
- Estados Unidos - NBCUniversal, NBCSN, Telemundo e Olympic Channel
- Filipinas - TV5 e Tap TV
- França - France Télévisions
- Hong Kong - RTHK, TVB, ViuTV Hong Kong Open TV, Hong Kong Cable Television e NowTV
- Índia - Eurosport India e Discovery+
- Indonésia - Emtek
- Irlanda - RTÉ
- Islândia - RÚV
- Itália - RAI
- Japão - Japan Consortium (NHK)
- Malásia - Astro e RTM
- Médio Oriente - beIN Sports
- México - Televisa
- Nova Zelândia - TVNZ
- Países Baixos - NPO (NOS)
- Polónia - TVP
- Portugal - RTP
- Reino Unido - Channel 4
- Taipé Chinesa - ELTA TV, EBC e PTS
- Venezuela - TVes